# Dirk Benedict
Dirk Niewoehner beter gekend onder zijn artiestennaam Dirk Benedict (Helena (Montana), 1 maart 1945) is een Amerikaans acteur, die vooral bekend is als Templeton "Face" Peck in The A-Team en Starbuck in Battlestar Galactica.
Zijn manager stelde de artiestennaam Benedict voor omdat Niewoehner 's ochtends tijdens hun besprekingen Eggs Benedict at, een typisch Amerikaans ontbijt met gepocheerde eieren.

## Levensloop
Benedict speelde in verschillende theaters, waaronder op Broadway, en in diverse films. Hij brak pas echt door als Luitenant Starbuck in de televisieserie Battlestar Galactica. Later groeide hij, dankzij het succes van het A-team, uit tot een van de succesvolste Amerikaanse tv-sterren. Na The A-Team lukte het hem echter niet meer om dat succes te evenaren: alle andere rollen die hij speelde stierven een anonieme dood.
In 1974 werd kanker bij hem geconstateerd. Opmerkelijk genoeg weigerde hij elke medische behandeling. Hij koos voor de alternatieve geneeskunde. Hij volgde een streng macrobiotisch dieet, waarna de kanker verdween. Na zijn genezing bekeerde Benedict zich tot het boeddhisme en begon hij aan het schrijven van een boek over zijn genezingsproces. Ook schreef hij boeken over meditatie, boeddhisme en macrobiotiek.
In 1994 maakte hij zijn regiedebuut met de film Christina's Dream, in 2001 regisseerde hij Cahoots.
In 2006 maakte Benedict een comeback op de televisie met Golden Zeiten. In januari 2007 werd hij derde in het programma Celebrity Big Brother, uitgezonden in Groot-Brittannië door Channel 4. Ook kwam hij samen met Dwight Schultz (Murdock) in mei 2007 naar JENSEN!.
Vanaf april 2010 toerde hij door Groot-Brittannië met een theatershow, waarin hij de rol van Columbo vertolkte. In december van dat jaar speelde hij de rol van King Rat in Dick Whittington, een theatershow met zang, dans, stand-upcomedy en vele andere theatertechnieken. Eind maart 2017 was de inmiddels 72-jarige acteur speciale gast bij Dutch Comic Con in Utrecht.
In oktober 2024 was hij in Hilversum te gast in De Avondshow bij Arjen Lubach.

### Privéleven
Van 1986 tot 1995 was Benedict getrouwd met de Amerikaanse actrice Toni Hudson. Met haar heeft hij twee zoons. Uit een eerdere relatie heeft hij nog een oudere zoon.

## Filmografie
- Charlie's Christmas Wish (2020) - Stanley
- Space Ninjas (2019) - Jack Strange
- The A-Team (2010) - Pensacola Prisoner Milt
- Inglorious Bumblers (dvd, 2009) - Tom Mayers
- Recon 7 Down (2007) - Tom Myers
- Earthstorm (televisiefilm, 2006) - Victor Stevens
- Goldene Zeiten (2006) - Douglas Burnett aka John Striker/Horst Müller
- Battlestar Galactica (computerspel, 2003) - Lt. Starbuck, Lucas (voice-over)
- Waking Up Horton (1998) - Tyler
- Steel Stomachs (1997) - Presentator
- Zork: Grand Inquisitor (computerspel, 1997) - Antharia Jack (voice-over)
- Abduction of Innocence (televisiefilm, 1996) - Robert Steves
- Alaska (1996) - Jake Barnes
- Murder, She Wrote (televisieserie) - Gary Harling (afl. Frozen Stiff, 1995)
- Walker, Texas Ranger (televisieserie) - Blair (afl. Case Closed, 1995)
- Demon Keeper (1994) - Alexander Harris
- The Feminine Touch (1994) - John Mackie
- Official Denial (televisiefilm, 1994) - Lt. Col. Dan Lerner
- The Commish (televisieserie) - Gil Higgins (afl. All That Glitters, 1993)
- Shadow Force (1993) - Rick Kelly
- Baywatch (televisieserie) - Aaron Brody (afl. Rookie of the Year, 1992)
- Bejewelled (televisiefilm, 1991)- Gordon
- Blue Tornado (1991) - Alex Long
- Murder, She Wrote (televisieserie) - Dr. David Latimer (afl. Smooth Operators, 1989)
- Trenchcoat in Paradise (televisiefilm, 1989) - Eddie Mazda
- Alfred Hitchcock Presents (televisieserie) - Dr. Rush (afl. In the Name of Science, 1989)
- Hotel (televisieserie) - Trevor Harris (afl. Prized Possessions, 1987)
- The A-Team (televisieserie) - Lt. Templeton 'Faceman' Peck #2 (96 afl., 1983-1987)
- Body Slam (1986) - M. Harry Smilac
- Amazing Stories (televisieserie) - Face (afl. Remote Control Man, 1985)
- Hammer House of Mystery and Suspense (televisieserie) - Frank Rowlett (afl. Mark of the Devil, 1984)
- The Love Boat (televisieserie) - Rol onbekend (afl. Putting on the Dog/Going to the Dogs/Women's Best Friend/Whose Dog Is It Anyway?, 1983)
- Family in Blue (televisiefilm, 1982) - Matt Malone
- Scruples (televisiefilm, 1981) - Spider Elliott
- Ruckus (1981) - Kyle Hanson
- Underground Aces (1981) - Pete 'Huff' Huffman
- The Love Boat (televisieserie) - Jeff Dalton (afl. The Captain's Bird/That's My Dad/Captive Audience, 1980)
- The Georgia Peaches (televisiefilm, 1980) - Dusty Tyree
- Galactica 1980 (televisieserie) - Lt. Starbuck (afl. The Return of Starbuck, 1980)
- Scavenger Hunt (1979) - Jeff Stevens
- Battlestar Galactica (televisieserie) - Lt. Starbuck (21 afl., 1978-1979)
- Battlestar Galactica (televisiefilm, 1978) - Lt. Starbuck
- Charlie's Angels (televisieserie) - Denny Railsback (afl. The Jade Trap, 1978)
- Cruise Into Terror (televisiefilm, 1978) - Simon
- Charlie's Angels (televisieserie) - Barton (afl. The Blue Angels, 1977)
- Charlie's Angels (televisieserie) - Rol onbekend (afl. Angels on Wheels, 1976)
- Journey from Darkness (televisiefilm, 1975) - Bill
- W (1974) - William Caulder
- Chopper One (televisieserie) - Officier Gil Foley (13 afl., 1974)
- SSSSSSS (1973) - David Blake
- Hawaii Five-O (televisieserie) - Walter Clyman (afl. Chain of Events, 1972)
- Georgia, Georgia (1972) - Michael Winters

## Als zichzelf
- Just Men! (televisieserie, afl. 1.7, 1983, afl. 1.10, 1983)
- Het A-team in Nederland (televisiefilm, 1984)
- E! True Hollywood Story (televisieserie, afl. Mr. T, 1999)
- Sciography (televisieserie, afl. Battlestar Galactica, 2000)
- Weakest Link (televisieserie, afl. NBC All-Stars Edition, 2002)
- V Graham Norton (televisieserie, afl. 2.7, 2002)
- RI:SE (televisieserie, afl. 17 oktober 2003)
- The Terry and Gaby Show (televisieserie, afl. 2.2, 2004)
- The Cylons of 'Battlestar Galactica' (video, 2004)
- Remembering 'Battlestar Galactica' (video, 2004)
- Working with the Daggit of 'Battlestar Galactica' (video, 2004)
- Tubridy Tonight (televisieserie, afl. 2.20, 2005)
- Paine Management (televisiefilm, 2005)
- Kuttner (televisieserie, afl. 19 januari 2006)
- Bring Back...The A-Team (televisiefilm, 2006)
- Big Brother's Efourum (televisieserie, afl. 28 januari 2007)
- Celebrity Big Brother (televisieserie, 30 afl., 2007)
- Breakfast (televisieserie, afl. 30 januari 2007)

## Films (als regisseur)
- Cahoots (2000)
- Christina's Dream (1994)

## Films (als schrijver)
- Cahoots (2000)